# Alhandra (kommun)
Alhandra är en kommun i Brasilien.   Den ligger i delstaten Paraíba, i den östra delen av landet, 1 700 km nordost om huvudstaden Brasília. Antalet invånare är 18 001.
Följande samhällen finns i Alhandra:
- Alhandra

Omgivningarna runt Alhandra är en mosaik av jordbruksmark och naturlig växtlighet. Runt Alhandra är det ganska tätbefolkat, med 116 invånare per kvadratkilometer.